# Michel Trux
Michel Trux (Lyon, 1958) is een hedendaags Frans componist, dirigent en muziekpedagoog.

## Biografie
Trux studeerde aan het Conservatoire national supérieur musique et danse de Lyon met als hoofdvak saxofoon onder andere bij Serge Bichon. Hij is muziekdirecteur in Chassieu aan de École Municipale de musique et de danse. Hij is verder dirigent van het Ensemble orchestral Lyon-Région en het Orchestre national des cornemuses de Lyon. 

## Composities

### Werken voor harmonieorkest
- Coup de Coeur, voor harmonieorkest
- Funkeyboard, voor slagwerk en harmonieorkest
- Sambibaloo, voor harmonieorkest

### Kamermuziek
- 2007 Qu'a six fusion, voor trompet-sextet

- Gemeinsame Normdatei: 1150821205
- Virtual International Authority File: 2575151656189208400003
- WorldCat: E39PBJqKcWq8T3RqVgmGYbh8md